# Jules Émile Planchon
Jules Émile Planchon (Ganges (Hérault), 21 de marzo de 1823-Montpellier, 1 de abril de 1888) fue un farmacéutico, botánico y pteridólogo francés.

## Biografía
Después de recibirse de Doctor en Ciencias en la Universidad de Montpellier en 1844, y de Medicina el 7 de febrero de 1851 con la tesis Des limites de la concordance entre les formes, la structure, les affinités des plantes et leurs propriétés médicinales; trabaja por un tiempo en los Royal Botanic Gardens, Kew en Londres, y por pocos años fue docente en Nancy y en Gante. En 1853 es director del Departamento de Ciencias Botánicas de la Universidad de Montpellier, donde permanece hasta finalizar su carrera. Planchon fue altamente reconocido en los círculos científicos, y realiza varias contribuciones sobre la clasificación de especies botánicas y de variedades.
Planchon es recordado por su trabajo en salvar las viñas francesas de la devastación de la filoxera causada por Phylloxera vastatrix, un microscópico áfido, amarillo, que era una especie exótica proveniente de EE. UU. Lo hace con la asistencia del colega botánico Pierre-Marie-Alexis Millardet y del entomólogo estadounidense Charles Valentine Riley. La solución fue la introducción de dos especies americanas: Vitis riparia y Vitis rupestris a Francia para injertos, con lo que se logró hacer a las plantas francesas resistentes a Phylloxera.

## Algunas publicaciones
- Planchon cooperó en la obra Flore des Serres et des Jardins de l'Europe
- En la obra multivolúmenes Prodromus systematis naturalis regni vegetabilis de Augustin Pyrame de Candolle, escribió el tratado de plantas de la familia "Ulmaceae"
- Contribuyó en Monographiae Phanaerogamarum, de Alphonse Louis Pierre Pyrame de Candolle y de su hijo Anne Casimir Pyramus de Candolle, para el quinto volumen: "Ampelideae"
- Con José Jerónimo Triana publicaron Prodromus florae novo-granatensis, de 1862 a 1873
- También con Triana publicaron Mémoire sur la familie des Guttiferes, 1862
- En cooperación con Jean Jules Linden, escribió Preludia florae columbianae, 1853, y Plantae columbianae, 1874/75

## Honores

### Escritos sobre Jules Planchon
- El Botánico y el Viñador; Cómo se Salvó el Vino para el Mundo, por Christy Campbell

### Eponimia
Géneros
- (Caryophyllaceae) Planchonia J.Gay ex Benth. & Hook.f.[1]

- (Lecythidaceae) Planchonia Blume[2]

- (Solanaceae) Planchonia Dunal[3]

- (Ochnaceae) Planchonella Tiegh.[4]

- (Sapotaceae) Planchonella Pierre[5]

Especies
- (Nymphaeaceae) Nymphaea planchonii Casp. ex Conard[6]

- (Zygophyllaceae) Guaiacum planchonii A.Gray ex Rydb. & Vail[7]